# Katastrofa lotu Sepahan Air 5915
Katastrofa lotu Sepahan Air 5915 – katastrofa lotnicza, która wydarzyła się 10 sierpnia 2014 w godzinach porannych w pobliżu lotniska w Teheranie. Zginęło w niej 40 osób, a 8 zostało rannych.
Wypadkowi uległ 2-silnikowy samolot An-140 - maszyna ta po raz pierwszy wzbiła się w powietrze w 2008 roku. Samolot należał do linii lotniczych Sepahan Air. Wypadek wydarzył się zaraz po starcie z lotniska w Teheranie - samolot spadł na jeden z domów mieszkalnych w dzielnicy Azadi. Docelowo maszyna miała lecieć do Tabasu. Na pokładzie samolotu było 48 osób.